# Rábapordány
Rábapordány község Győr-Moson-Sopron vármegyében, a Csornai járásban.

## Fekvése
Magyarország északnyugati részén, Csornától 9 kilométerre délkeletre található. A falu határa a Kisalföldre jellemző sík vidék, amelyet jellegzetes út menti nyárfasorok szabdalnak.

### Megközelítése
Közúton a legegyszerűbben a Győr és Sopron közt húzódó 85-ös főút felől, Csorna előtt, a döri elágazásnál dél felé letérve, Dör községen át a 8422-es úton érhető el. A község főutcája a belterületén kelet-nyugati irányban végighúzódó 8423-as út, ezen közelíthető meg Bágyogszovát és Szilsárkány felől.
Vasúti megállóhelye is van a Pápa–Csorna-vasútvonalon.

## Története
Szláv személynévből származó nevét egy 1351-es okmány említi először „possessio Pardan” formában.
A falut a törökök 1594-ben lerombolták, de 1615 körül újratelepült. Az idők során földesurai voltak a Csornaiak, a Kanizsaiak, a Nádasdyak (köztük az 1671-es Wesselényi-féle összeesküvésben való részvétele miatt kivégzett Nádasdy Ferenc) és a XVII. század végétől évszázadokon át az Esterházyak.
Az 1848/49-es szabadságharcban 14 pordányi katona vett részt.
A 20. század elején, majd az 1920-as években a faluból sokan kivándoroltak Amerikába, főleg Kanadába.
Az első világháború 67, a második 49 áldozatot szedett a rábapordányiak közül.
A második világháború után, a földreform keretében 280 család kapott földet, 118 pedig házhelyet.
Az 1959-es kollektivizálás után a 60-as és 70-es években jelentősen gyarapodott a község, belterülete megduplázódott, sok új ház épült, és még többet felújítottak.

## Mai élete
Rábapordány Község Önkormányzata biztosítja az önkormányzati hivatal, a Mini Bölcsőde, az óvoda és a közművelődési intézmény működtetését. A településen alsó tagozat működik. Az egészségügyi szolgáltatások megléte 1 vegyes háziorvosi körzet (Dör, Pásztori, Rábapordány, Szilsárkány, Sopronnémeti), védőnői és iskola-egészségügyi ellátás üzemeltetésével biztosított. A gyermekjóléti szolgáltatás, családsegítés, étkeztetés és házi gondozás szociális alapellátások helyben elérhetők, ezen kívül a községben önkormányzati épületben fiókgyógyszertár működik. Alapvető feladatként köztemetőt tart fenn és üzemeltet, a belterületi utak 100 %-ban aszfaltozottak, községgazdálkodási és karbantartási feladatait (hó-eltakarítás, közterületek rendben tartása stb.) maradéktalanul ellátja. 
A településen az alábbi civil szervezetek működnek:
- Fáklya Tűzoltóegyesület Rábapordány
- Magyar Vöröskereszt Rábapordányi Alapszervezete
- Magyar Máltai Szeretetszolgálat Rábapordányi Alapszervezete
- Rábapordányi Polgárőr Egyesület
- Rábapordányi Testépítő Egyesület
- Rábapordányi Kulturális és Szabadidős Egyesület
- Rábapordányi Nótakör
- Rábamenti Vadásztársaság
- Rábapordányi Horgász Egyesület
- Rábapordányi Iskola Diákjaiért Alapítvány

Alapvető kereskedelmi és vendéglátó egységekkel rendelkezik a település, ahol több magán szálláshely is működik.
A legnagyobb helyi munkalehetőség a településen működő Rábapordányi Mezőgazdasági Zrt., valamint a Mészáros Húsfeldolgozó vállalkozások, de a lakosság jelentős része így is Csorna, Győr és Mosonszolnok településekre ingázik. A nyilvántartott álláskeresők száma minimális. Mindez köszönhető a régió fejlettségének, melynek legfontosabb eleme az iparterületek fejlesztése, illetve a régióba való letelepedésük.
Rábapordány az utóbbi években fejlődésnek indult. Az önkormányzat sikeresen pályázott a település arculatának kedvező alakulásához feltétlenül szükséges középületek, közintézmények korszerűsítésére, felújítására és a különböző fejlesztések, beruházások megvalósítására. A vállalkozói kör is jelentős létesítményekkel (pl. új építésű, korszerű sertésteleppel) gazdagítja a községet. Rábapordány egyre tisztábban kirajzolódó jövőképet, egyre több felmutatható eredményt tud magáénak, amit az önkormányzat fejlesztésein túl az ipari termelő vállalkozások fejlődése, megerősödése is alátámaszt. Az oktatás, a kultúra, az egészségügyi és szociális ellátás minőségi javulása és további javítása, a szellemi, kulturális és a sportélet fejlődése szintén elősegíti ezt a folyamatot. A sikeres megvalósítás legfontosabb követelménye hogy a lakosságot, a civil szervezeteket és a vállalkozásokat ráébresszék arra, hogy a közvetlen, vagy közvetett közreműködésük nélkül az önkormányzat erőfeszítései önmagukban nem elegendőek.

## Közélete

### Polgármesterei
| Polgármester | Polgármester                | Polgármester |  |
| ------------ | --------------------------- | ------------ |  |
| 1990–1994    | Dr. Balogh Károly           | független    |  |
| 1994–1998    | Dr. Balogh Károly           | független    |  |
| 1998–2002    | Szabados László             | független    |  |
| 2002–2006    | Balogh Zsolt                | független    |  |
| 2006–2010    | Pásztorné Szakács Gabriella | független    |  |
| 2010–2014    | Pásztorné Szakács Gabriella | független    |  |
| 2014–2019    | Visy László                 | független    |  |
| 2019–2024    | Visy László                 | független    |  |
| 2024–        | Visy László                 | független    |  |

## Népesség
A település népességének változása:
| Lakosok száma | 1034 | 1021 | 1023 | 991  | 935  | 934  | 936  |
|               | 2013 | 2014 | 2015 | 2021 | 2022 | 2023 | 2024 |

A 2011-es népszámlálás során a lakosok 83,5%-a magyarnak, 0,4% cigánynak, 0,5% németnek mondta magát (16,4% nem nyilatkozott; a kettős identitások miatt a végösszeg nagyobb lehet 100%-nál). A vallási megoszlás a következő volt: római katolikus 75,3%, református 1,1%, evangélikus 1,1%, felekezeten kívüli 1,6% (20,7% nem nyilatkozott).
2022-ben a lakosság 93,6%-a vallotta magát magyarnak, 1,7% németnek, 0,2% románnak, 0,1-0,1% ukránnak és cigánynak, 1,8% egyéb, nem hazai nemzetiségűnek (5,6% nem nyilatkozott; a kettős identitások miatt a végösszeg nagyobb lehet 100%-nál). Vallásuk szerint 60,5% volt római katolikus, 1,9% református, 0,7% evangélikus, 0,3% görög katolikus, 0,1% egyéb keresztény, 1,4% egyéb katolikus, 6% felekezeten kívüli (29% nem válaszolt).

## Látnivalók

### Római katolikus templom
A templom 1867-ben épült. 1912-ben kereszthajóval bővítették, s ekkor kapta második, kisebb tornyát is. A templom falfestményeit Samodai József készítette.

### Késő barokk kőkereszt
A különös szépségű kőkeresztet 1804-ben állították.

### Büszkeségpont
1956-os emlékművet és büszkeségpontot adtak át Rábapordányban, a helyi általános iskola előtti emlékparkban. A projekt megvalósulását az 1956-os forradalom és szabadságharc 60. évfordulójára létrehozott Emlékbizottság támogatta.
Érdekesség, hogy az út kelet–nyugati irányba fut, amely mellé az emlékmű készült, éppen ezért a tervezés során fontos szempont volt a Budapest felé néző tájolás. A terveket Gloria von Berg bárónő és Árpási Tamás szobrászművész készítette. A 60. évforduló tiszteletére az igényes térburkolaton felül 1956 egyik, a tömeg által skandált jelkép követelését, a Kossuth – címert valósították meg a tervezők.
Az emlékműt illetve a címert oly módon osztották meg a tervezők, hogy az egyik részt vízszintesen helyezték el, a másik részt 30 fokos szögben megdöntve állították az aljzatra. A talapzaton egymástól elforgatva áll a két fél címer, az ország megosztottságát mutatva.
Az emlékmű fekete gránit burkolata a forradalom és szabadságharc leverése miatti gyászt, a két fél címert összekötő rész vörös színű burkolata  a piros vért szimbolizálja az 56'-os események hőseinek tiszteletére.
A sokak által viselt Kossuth-címeres kitűző nemzeti önérzetet, a jövőbe vetett hitet, a hatalommal való szembenállást szimbolizálta, egyben 1848/49 emlékét idézte.

## Képgaléria

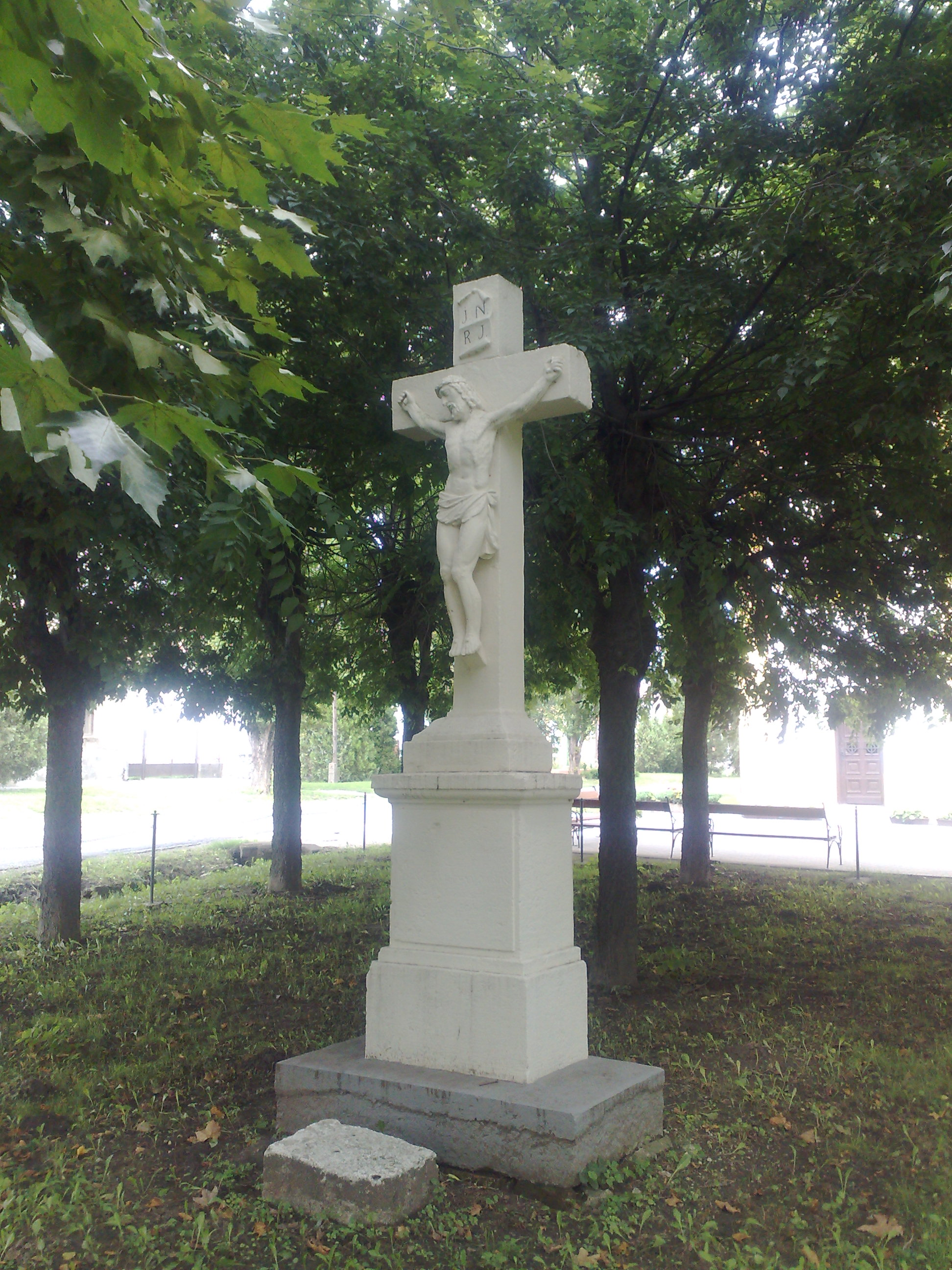
Kőkereszt a templomkertben
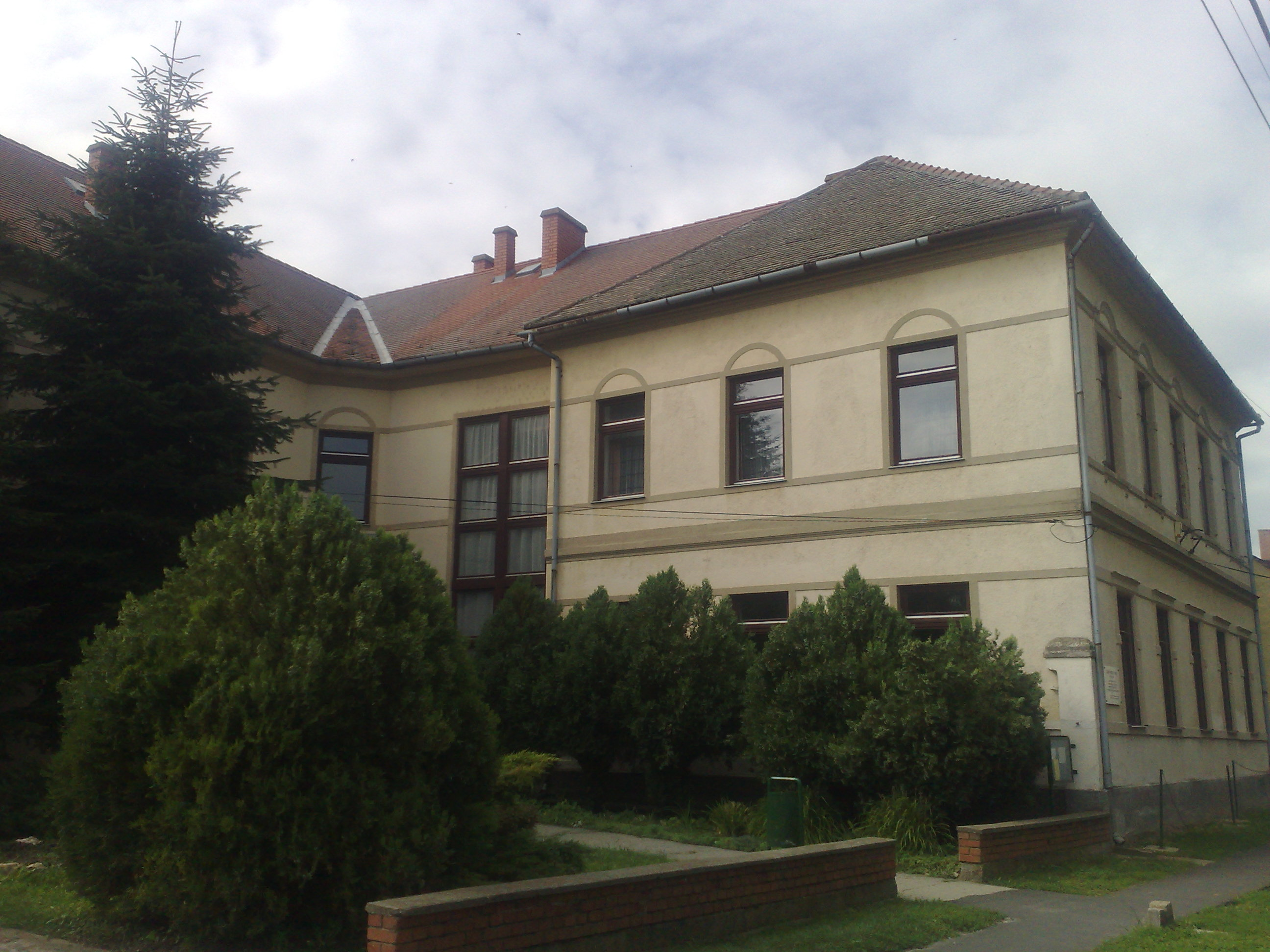
Az iskola épülete
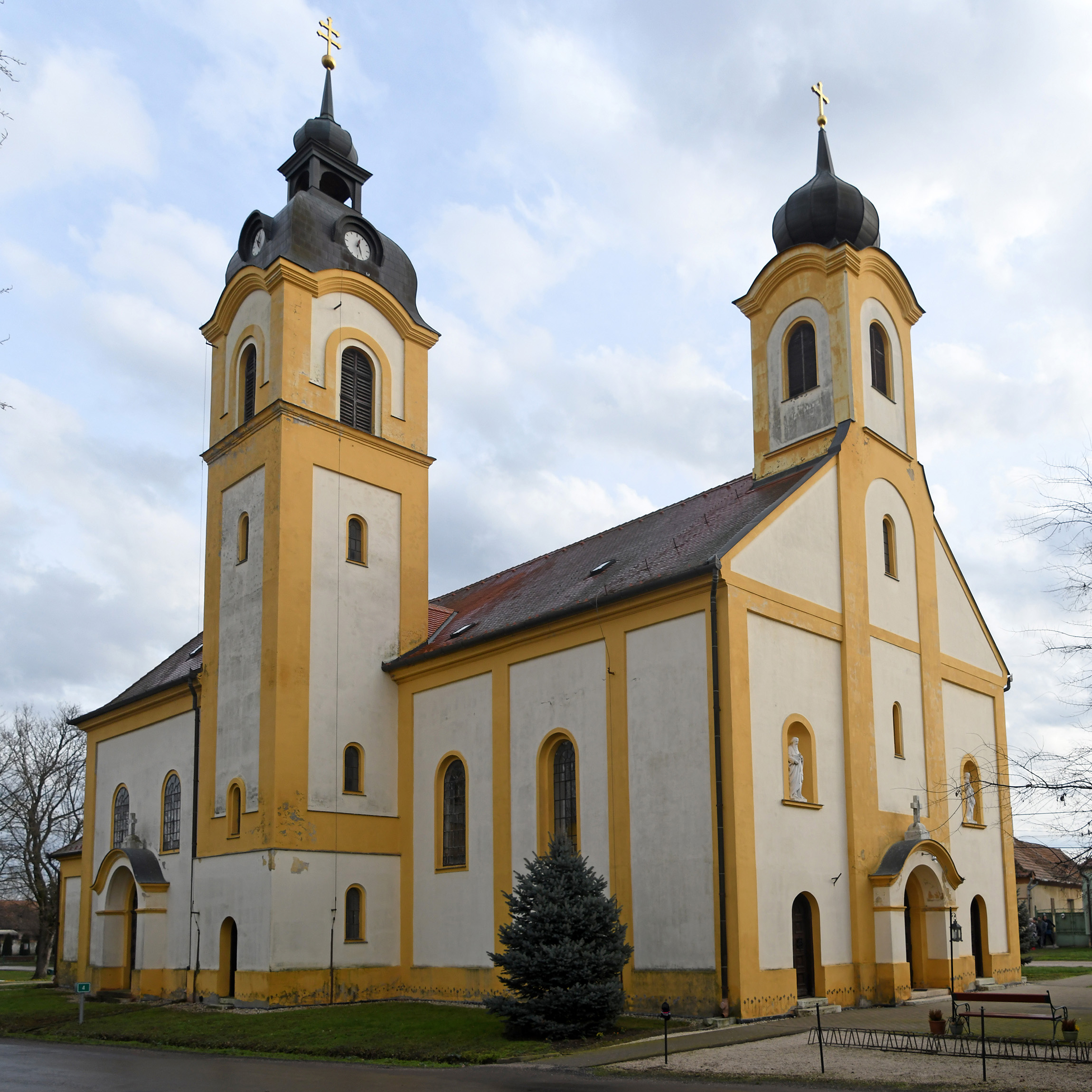
Szent András apostol templom
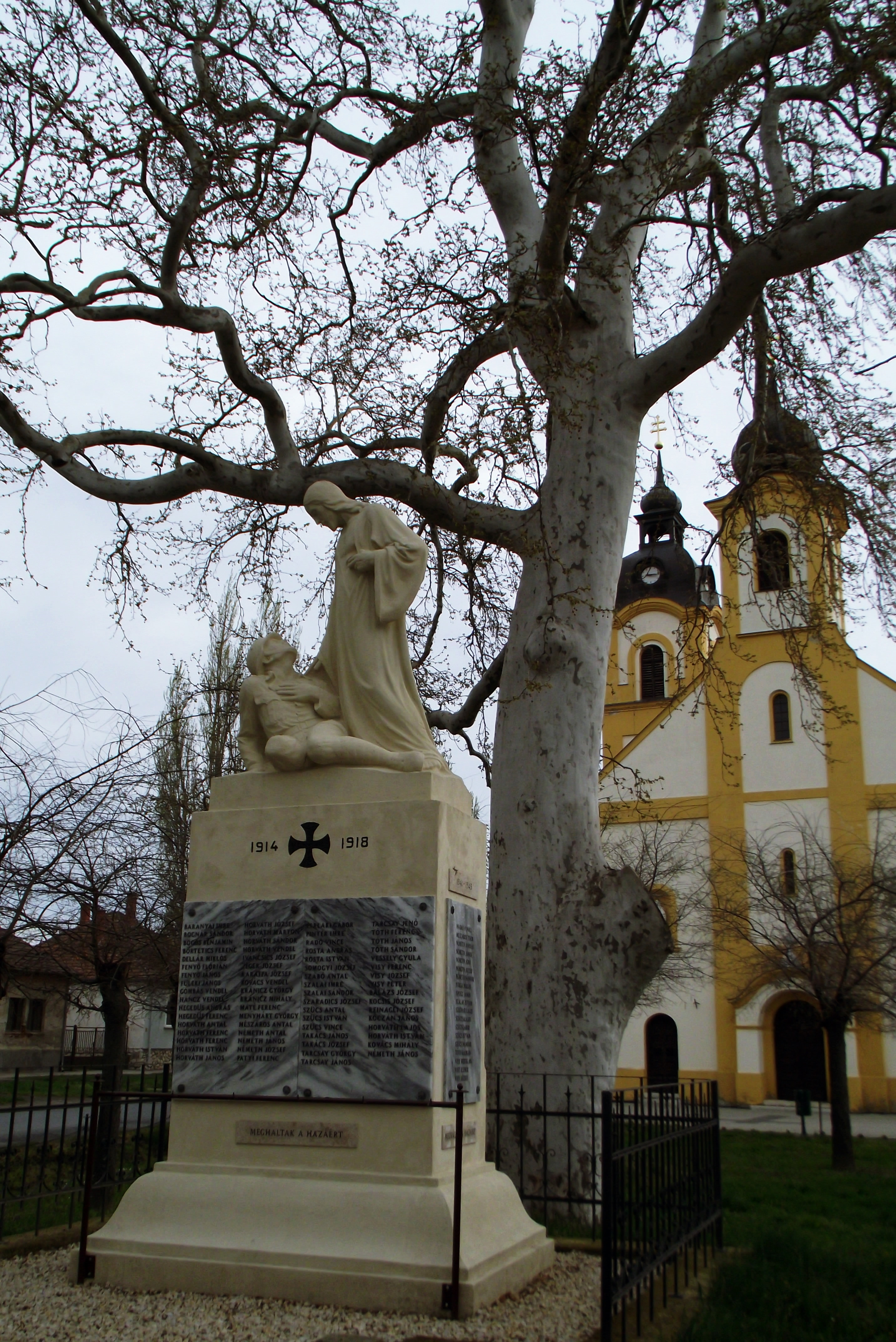
Templomkert
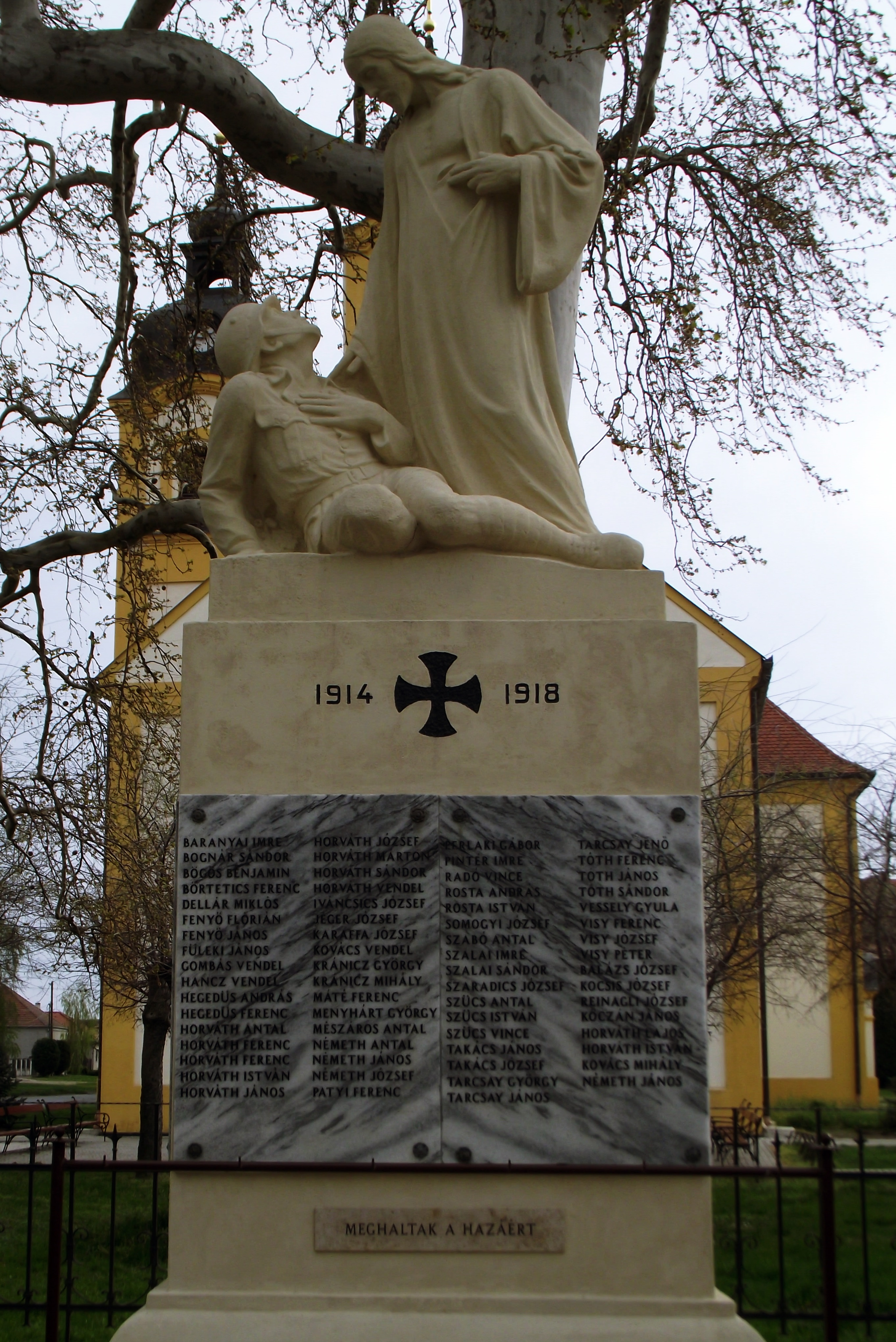
Hősi emlékmű
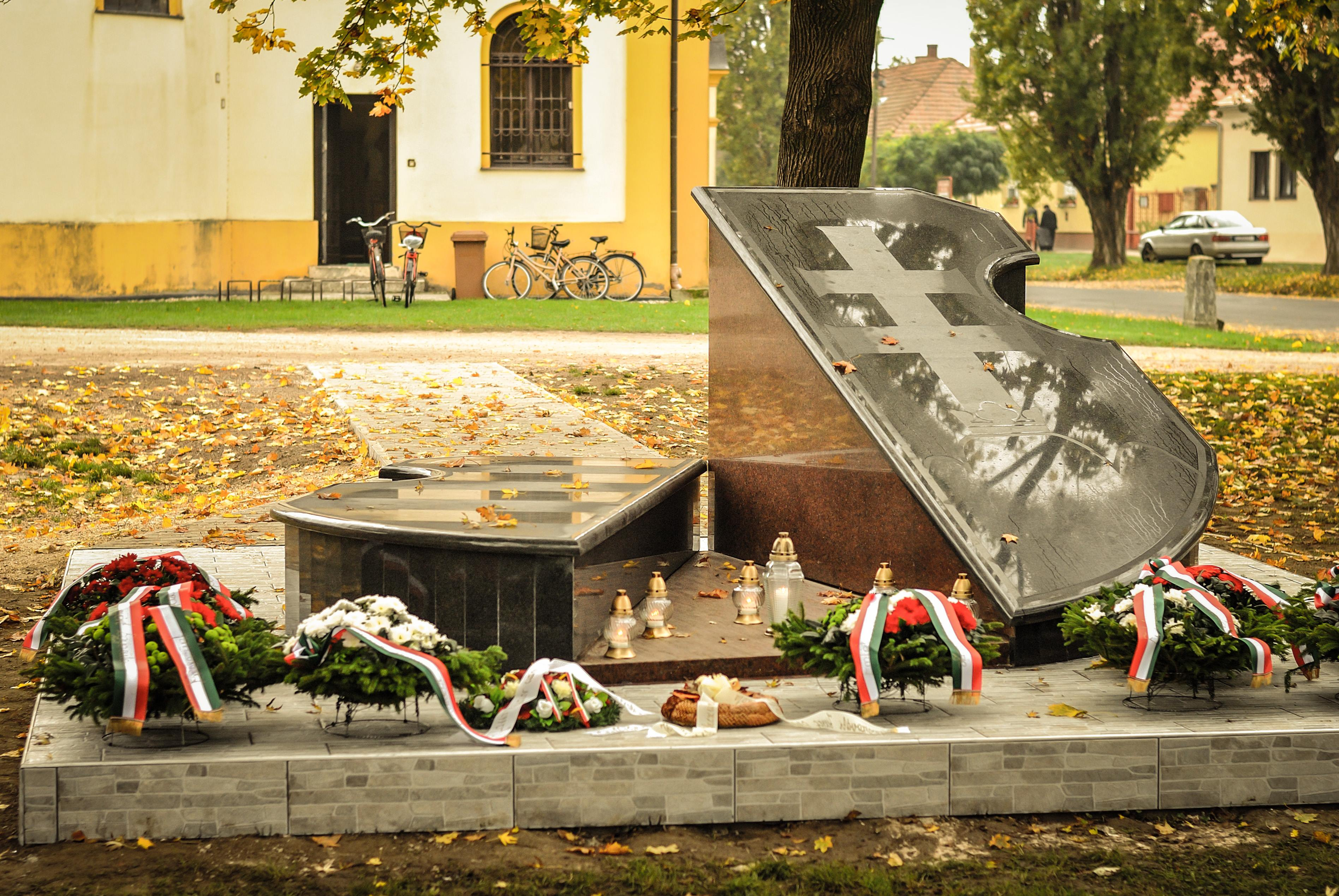
Büszkeségpont
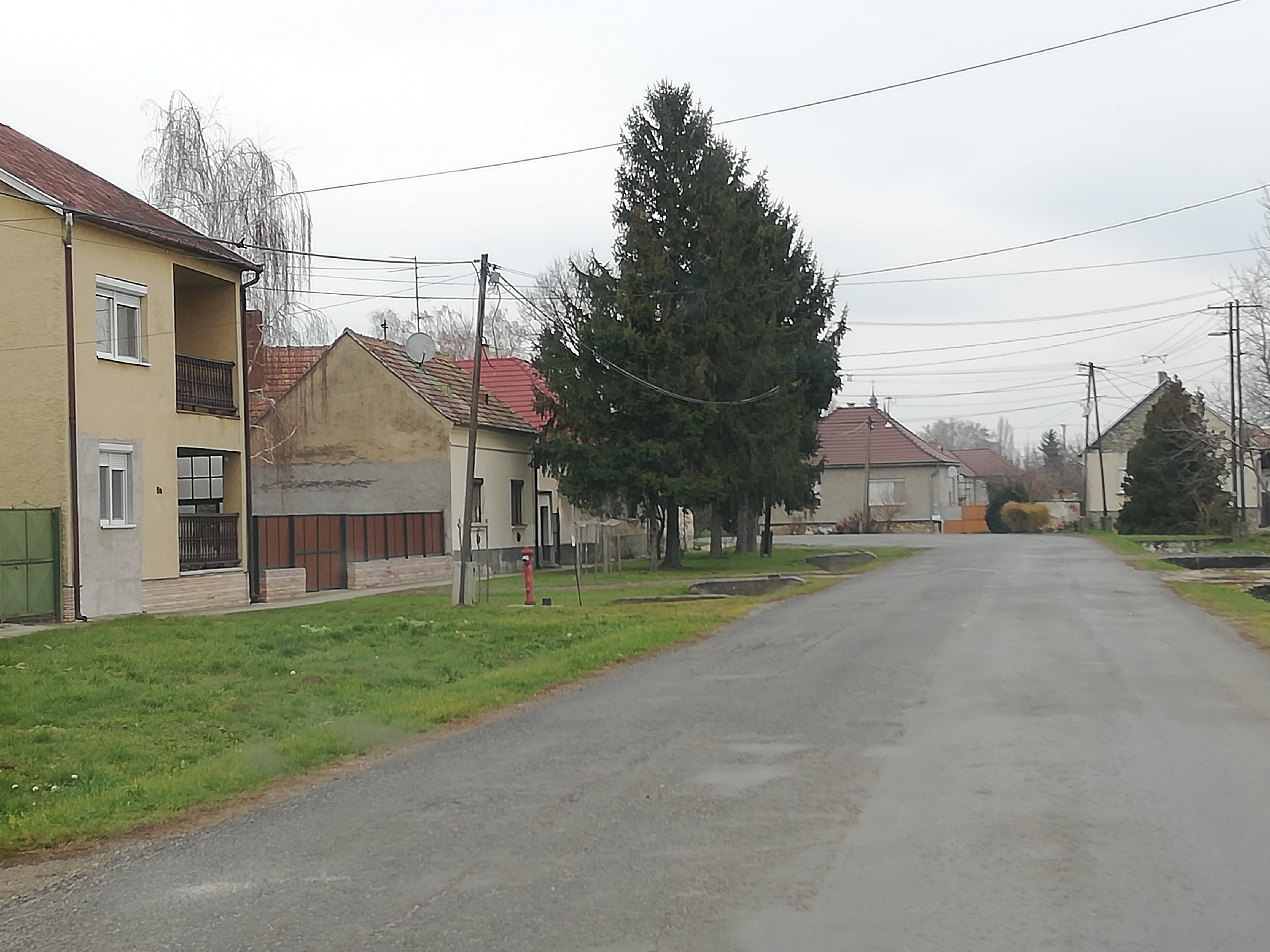
Az Egyed felől érkező 84 131-es út Rábapordányban